# Hands Motor
Die G. W. Hands Motor Co. war ein britischer Automobilhersteller in Birmingham. 1922–1924 entstanden dort Wagen der unteren Mittelklasse.
1922 wurde der Hands 9.8 hp vorgestellt. Der Wagen war als leichter Tourenwagen erhältlich und besaß einen seitengesteuerten Vierzylinder-Reihenmotor mit 1,2 l Hubraum. Der Radstand betrug 2.286 mm.
Zweites Modell in diesem Jahr war der  Hands 10/20 hp, dessen Motor einen verlängerten Hub und damit 1,25 l Hubraum besaß. Der Radstand betrug 2.515 mm. Dieses Modell wurde bis 1924 gebaut.
Das stärkste Modell war 1922 der Hands 10.5 hp. Er besaß einen Vierzylindermotor mit 1,5 l Hubraum. Das Fahrgestell hatte wieder 2.286 mm Radstand.
1924 erschien der Hands 15/45 hp. Er hatte einen Vierzylindermotor mit obenliegender Nockenwelle und 1,9 l Hubraum. Der Radstand wuchs auf 2.743 mm.
Im selben Jahr beschloss Mr Hands, zu seinem alten Arbeitgeber Calthorpe zurückzugehen. Den 15/45 hp nahm er mit und er erschien als Calthorpe 12/20 hp III.

## Modelle
| Modell   | Bauzeitraum | Zylinder | Hubraum  | Radstand |
| -------- | ----------- | -------- | -------- | -------- |
| 9,8 hp   | 1922        | 4 Reihe  | 1196 cm³ | 2286 mm  |
| 10/20 hp | 1922–1924   | 4 Reihe  | 1247 cm³ | 2515 mm  |
| 10,5 hp  | 1922        | 4 Reihe  | 1498 cm³ | 2286 mm  |
| 15/45 hp | 1924        | 4 Reihe  | 1870 cm³ | 2743 mm  |

## Quelle
- David Culshaw & Peter Horrobin: The Complete Catalogue of British Cars 1895–1975. Veloce Publishing plc. Dorchester (1999).  ISBN 1-874105-93-6